# Mister España Internacional 2013
Mister España Internacional 2013 fue la primera (1º) edición del Certamen de Belleza Nacional, Mister España Internacional, el cual se llevó a cabo el viernes 28 de junio de 2013 en el Complejo de los Lagos Martiánez de Puerto de la Cruz, en la provincia de Tenerife. 
Al final de la velada se coronó al representante de Málaga, Adrián Gallardo como Mister España Internacional 2013, por lo que más tarde representaría a España en el Mister Internacional del mismo año.

## Resultados
| Resultado                   | Candidato |
| --------------------------- | --- |
| Mister España Internacional | - Málaga - Adrián Gallardo |
| Primer Finalista            | - Valencia - José Pedro Mascarell |
| Segundo Finalista           | - Castellón - Mario Frías |
| Tercer Finalista            | - Las Palmas - Jose Luis Angulo |
| Cuarto Finalista            | - Melilla - Pablo Fernández |
| Semifinalistas              | - Galicia - Miguel Múñoz - Sevilla - Adrián García - Madrid - Cristian López - Tenerife - Emmanuel Bautista - País Vasco - Moisés García |

## Candidatos Oficiales[2]
| Área               | Candidato            |
| ------------------ | -------------------- |
| Alicante           | Jaime Tonda          |
| Aragón             | Ángel García         |
| Castellón          | Mario Frías          |
| Castilla-La Mancha | Jerónimo Maya        |
| Cataluña           | Jesús M. del Cacho   |
| Córdoba            | Carlos Javier Castro |
| Extremadura        | Manuel J. Martín     |
| Galicia            | Miguel Muñoz         |
| Granada            | Carlos Soria         |
| Huelva             | Pablo Carmona        |
| Islas Baleares     | Jonathan Plaza       |
| Las Palmas         | Jose Luis Angulo     |
| Madrid             | Cristian López       |
| Málaga             | Adrián Gallardo      |
| Melilla            | Pablo Fernández      |
| Murcia             | John Hickin          |
| País Vasco         | Moisés García        |
| Sevilla            | Adrián García        |
| Tenerife           | Emmanuel Bautista    |
| Valencia           | Pedro Mascarell      |

## Datos acerca de los candidatos
- Algunos de los delegados del Mister Internacional España 2013 han participado, o participarán, en otros certámenes de importancia internacionales:
  - Adrián Gallardo (Málaga) participó sin éxito en el Mister International 2013 celebrado en Indonesia.

## Jurado Calificador
- Arno Richartz - Dir. Gerente de Viajes Canarias Europa (Presidente del Jurado)
- Ángela Loriente - Vicepresidenta del Grupo Conybar Hoteles
- Carlos Ferrando - Periodista
- Richard Dorta - Especialista en certámenes de belleza
- Ramiro Finol - Presidente del certamen Miss Rep. Dominicana Mundo
- Montse Escobar - Dir.ª de comunicación de Grey Group International

## Enlaces
- Sitio web oficial
- Mister España Internacional